# Dennis Brose
Dennis Brose (27 marzo 1967) è un ex calciatore ed ex giocatore di calcio a 5 statunitense.

## Carriera
Con la Nazionale di calcio a 5 degli Stati Uniti ha disputato il FIFA Futsal World Championship 1996 in cui la selezione nordamericana è stata eliminata nel girone del primo turno comprendente Italia, Uruguay e Malaysia.